# 25 Dywizjon Rakietowy Obrony Powietrznej

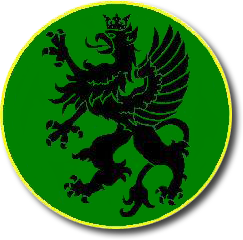
Oznaka rozpoznawcza dywizjonu.

25 dywizjon rakietowy Obrony Powietrznej (25 dr OP) – samodzielny pododdział Wojsk Obrony Przeciwlotniczej Sił Powietrznych.
Dywizjon stacjonował w Bieszkowicach, podlegał dowódcy  3 Warszawskiej Brygady Rakietowej Obrony Powietrznej. Rozformowany w 2011.

## Historia
Sformowany zgodnie z rozkazem dowódcy WOPK nr 0012/Org. z dnia 12 stycznia 1963 w Dąbrówce jako 25 dywizjon ogniowy artylerii rakietowej w składzie 60. Brygady Artylerii OPK. 31 grudnia 2011 dywizjon został rozformowany.
Głównym uzbrojeniem jednostki miały być zestawy rakietowe SA-75 „Dźwina”, jednak w 1964 roku jednostkę wyposażono w zestawy S-75M „Wołchow”. W roku 2001 przezbrojono ją w zestawy S-125 Newa-SC. We wrześniu tego samego roku jednostkę przeniesiono do Bieszkowic koło Nowego Dworu Wejherowskiego i dyslokowano w obiektach 26. dywizjonu technicznego. Po rozformowaniu 4. Brygady Rakietowej OP jednostka przeszła w podporządkowanie 3. Brygady Rakietowej OP.
Decyzją Ministra Obrony Narodowej nr 557/MON z dnia 17 grudnia 2008 wprowadzono odznakę pamiątkową 25 dywizjonu rakietowego Obrony Powietrznej.
Decyzją Ministra Obrony Narodowej nr 17/MON z dnia 30 stycznia 2009 wprowadzono oznakę rozpoznawczą dywizjonu.
Decyzją MON nr Z-5/Org./P1 z dnia 28 stycznia 2011 roku oraz wykonawczym rozkazem Dowódcy Sił Powietrznych nr PF-95 z dnia 31 marca 2011 roku jednostkę rozformowano 31 grudnia 2011 roku.

## Struktura
- dowództwo
- sztab
- bateria dowodzenia
- bateria radiotechniczna
- bateria startowa (S-125 Newa SC)

## Podporządkowanie
- 60 Brygada Artylerii OPK (1963– 1992)
- 4 Gdyńska Brygada Rakietowa Obrony Powietrznej (1992–2001)
- 3 Warszawska Brygada Rakietowa Obrony Powietrznej (2001-2011)

## Dowódcy dywizjonu
- 1963-1976 – mjr Jan Zagórski
- 1976-1978 – mjr Alfred Kazanecki
- 1978-1984 – mjr Jan Badzio
- 1984-1990 – mjr Eugeniusz Sidor
- 1990-2001 – ppłk Ryszard Lubowiedzki
- 2001-2010 – ppłk Wiesław Zawadzki
- 1 lutego 2010-31 grudnia 2011 – ppłk Jerzy Auguściak